# Área de Proteção Ambiental das Lagoas e Dunas do Abaeté
O Área de Proteção Ambiental das Lagoas e Dunas do Abaeté é uma área de proteção ambiental (APA) localizada em Salvador, Bahia, Brasil. Foi criada pelo decreto estadual nº 351 de 22 de setembro de 1987 e redelimitado pelo decreto estadual nº 2.540 de 18 de outubro de 1993. Este último dividiu a APA em duas áreas: Zona de Preservação Permanente (ZPP) e Zona de Ocupação Controlada (ZOC).
Os 1.800 hectares da área encontra-se no vetor de expansão urbana da Região Metropolitana de Salvador, mas também possui zoneamento ecológico-econômico e plano de manejo. Abrange o Parque Metropolitano do Abaeté, o Parque das Dunas, Lagoa Abaeté-Catu e a Lagoa do Flamengo.